# Liste der Monuments historiques in Verfeil (Haute-Garonne)
Die Liste der Monuments historiques in Verfeil (Haute-Garonne) führt die Monuments historiques in der französischen Gemeinde Verfeil auf.

## Liste der Bauwerke
| Bezeichnung       | Beschreibung                  | Standort                    | Kennzeichnung | Schutzstatus | Datum | Bild           |
| ----------------- | ----------------------------- | --------------------------- | ------------- | ------------ | ----- | -------------- |
| Zitadelle         | Erbaut im 15. Jahrhundert     | (Lage)                      | PA00094654    | Inscrit      | 1952  |                |
| Kirche St-Blaise  | Erbaut im 16. Jahrhundert     | (Lage)                      | PA00094655    | Inscrit      | 1979  | weitere Bilder |
| Kirche St-Sernin  | Erbaut im 16. Jahrhundert     | (Lage)                      | PA00094656    | Inscrit      | 1986  |                |
| Moulin de Nagasse | Mühle, erbaut um 1700         | (Lage)                      | PA00094657    | Inscrit      | 1971  |                |
| Porte Vauraise    | Erbaut im 16./17. Jahrhundert | Rue de la Délivrance (Lage) | PA00094658    | Inscrit      | 1961  | weitere Bilder |

## Liste der Objekte
- Monuments historiques (Objekte) in Verfeil (Haute-Garonne) in der Base Palissy des französischen Kultusministeriums